# Yaobang
Yaobang (kinesiska: 尧棒, 尧棒乡) är en socken i Kina. Den ligger i provinsen Guizhou, i den sydvästra delen av landet, omkring 160 kilometer sydost om provinshuvudstaden Guiyang. Antalet invånare är 8021. Befolkningen består av 3 879 kvinnor och 4 142 män. Barn under 15 år utgör 23,0 %, vuxna 15-64 år 62 %, och äldre över 65 år 13,0 %.